# A Thousand Cranes
A Thousand Cranes is de zestiende aflevering van het negende seizoen van de televisieserie ER, die voor het eerst werd uitgezonden op 20 februari 2003.

## Verhaal
Restaurant Doc Magoo's, tegenover de SEH, wordt overvallen wat leidt tot drie doden en een zwaar gewonde. Dr. Jing-Mei is getuige als de verdachte wegrijden en geeft een verklaring aan de politie, volgens haar waren het twee Afro-Amerikaanse mannen. Als de politie een klopjacht houden naar de verdachten worden dr. Pratt en Gallant staande gehouden als zij van een sportwedstrijd komen. Tijdens deze wedstrijd kreeg dr. Pratt een bloedneus en kwam er bloed op zijn shirt, dit shirt is voor de politie aanleiding om de twee te arresteren voor de overval. Uiteindelijk wordt de waarheid achterhaald en dr. Pratt en Gallant blijken onschuldig te zijn. Gallant is woedend over hun behandeling en vindt dat zij racistisch behandeld zijn door de politie. 
Dr. Kovac is weer aan het werk en moet in opdracht van dr. Weaver sessies volgen bij een psychiater, hij probeert om hieronder uit te komen. 
Dr. Lewis wordt steeds meer bevriend met de terminale zieke tiener, dit tot afkeuring van zijn moeder. 
Dr. Carter wil zijn vriendin Lockhart nu officieel ten huwelijk vragen, als het moment daar is trekt hij zich toch terug omdat hij het juiste gevoel mist. 

## Rolverdeling

### Hoofdrollen
- Noah Wyle - Dr. John Carter
- Laura Innes - Dr. Kerry Weaver
- Mekhi Phifer - Dr. Gregory Pratt
- Alex Kingston - Dr. Elizabeth Corday
- Goran Višnjić - Dr. Luka Kovac
- Sherry Stringfield - Dr. Susan Lewis
- Ming-Na - Dr. Jing-Mei Chen
- Michael B. Silver - Dr. Paul Myers
- Maura Tierney - verpleegster Abby Lockhart
- Laura Cerón - verpleegster Chuny Marquez
- Gedde Watanabe - verpleger Yosh Takata
- Lyn Alicia Henderson - ambulancemedewerker Pamela Olbes
- Michelle Bonilla - ambulancemedewerker Christine Harms
- Julie Ann Emery - ambulancemedewerker Niki Lumley
- Sharif Atkins - Michael Gallant
- Sally Field - Maggie Wyczenski
- Abraham Benrubi - Jerry Markovic

### Gastrollen (selectie)
- Elizabeth Morehead - Mrs. Simmons
- Patrick Fugit - Sean Simmons
- Jeff Perry - politieagent Mitch Palnick
- Katie Morrow - Julie
- David Backus - Fred
- Richard Balin - Dr. Berman
- Carlease Burke - politieagente